# Verbindungsweg 9

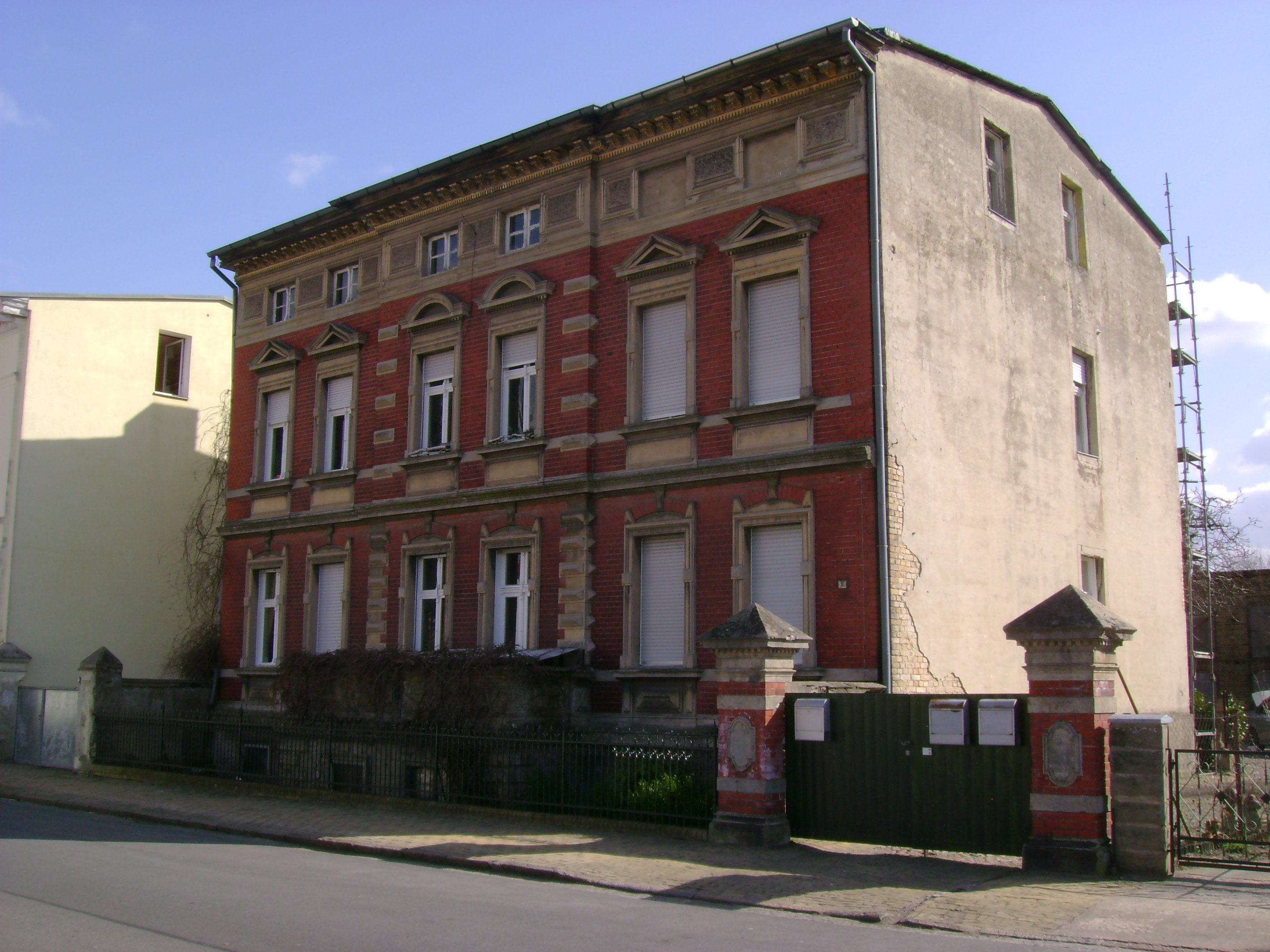
Verbindungsweg 9

Das Gebäude Verbindungsweg 9 ist ein Baudenkmal in der Stadt Velten im Landkreis Oberhavel im Land Brandenburg.

## Architektur und Geschichte
Das 1894 fertiggestellte Wohngebäude wurde vom Töpfer und Fabrikanten Albert Joachim in Auftrag gegeben. Der Maurermeister G. Buchholz errichtete ein massives zweigeschossiges Wohngebäude mit sechs Achsen, einer verklinkerten und verputzten Fassade und einem Satteldach. Zum denkmalgeschützten Ensemble gehören noch der schmiedeeiserne Staketenzaun mit den gemauerten Hofpfeilern,  sowie die Hofpflasterung.